# Trương Tộ
Trương Tộ (giản thể: 张祚; phồn thể: 張祚; bính âm: Zhāng Zuò) (?-355), tên tự Thái Bá (太伯), hay (Tiền) Lương Uy vương ((前)涼威王) là một vị vua của nước Tiền Lương trong lịch sử Trung Quốc. Ông là người cai trị duy nhất của Tiền Lương chính thức đoạn tuyệt với nhà Tấn, và nhiều thư tịch lịch sử đã ghi rằng ông đã xưng đế (Tấn thư) hay xưng vương (Tư trị thông giám). Ông thường được coi là người cướp ngôi (đoạt lấy ngai vàng từ người cháu Trương Diệu Linh sau khi em trai Trương Trọng Hoa qua đời) và ban đầu không được công nhận là một người cai trị Tiền Lương, song em trai ông, Trương Thiên Tích đã truy phong cho ông thụy hiệu "Uy".

## Dưới thời cai trị của Trương Trọng Hoa và Trương Diệu Linh
Người ta biết khá ít về xuất thân của Trương Tộ, các thông tin có được cho thấy ông là con trai cả của Trương Tuấn, song không được phong làm thế tử. Em trai ông là Trương Trọng Hoa được phong làm thế tử, mặc dù người này không phải do Nghiêm Vương hậu sinh ra. Không rõ về mẹ của Trương Tộ và năm sinh của ông. Ông được ca ngợi là người hiểu biết, Trương Tuấn hoặc Trương Trọng Hoa đã phong cho ông tước hầu.
Trong thời gian Trương Trọng Hoa cai trị, Trương Tộ rất được người em trai này tin tưởng, bất chấp các cảnh báo của Thường Cứ (常據) và Tạ Ngải (謝艾), trong một thời gian dài, Trương Trọng Hóa đã để Trương Tộ làm nhiếp chính cho con trai Trương Diệu Linh. Đến năm 353, Trương Trọng Hoa bị bệnh nặng, ông ra lệnh triệu hồi Tạ Ngải về kinh song Trương Tộ và các thuộc hạ của Trương Trọng Hoa là Triệu Trường (趙長) và Úy Tập (尉緝), những người đã sẵn âm mưu đoạt quyền, đã đoạt lấy chiếu chỉ của Trương Trọng Hoa và giả mạo để Trương Tộ trở thành người nhiếp chính. Trương Trọng Hoa qua đời ngay sau đó, Trương Diệu Linh lên kế vị (khi đó mới 9 tuổi), song quyền lực thực tế nằm trong tay Trương Tộ.
Trương Tộ, được cho là có một mối quan hệ với mẹ của Trương Trọng Hoa là Mã Thái hậu, đã có cơ hội đoạt lấy quyền lực. Với sự chấp thuận của Mã Thái hậu, Trương Diệu Linh bị phế vào đầu năm 354 và Trương Tộ lên ngôi, và ông đã sớm bộc lộ sự tàn ác, ông cho giết chết Tạ Ngải và vợ của Trương Trọng Hoa là Bùi Vương hậu.

## Trị vì
Đầu năm 354, Trương Tộ tuyên bố hoàn toàn đoạn tuyệt với Tấn, một động thái mà những người tiền nhiệm của ông đã không thực hiện. Ông bác bỏ niên hiệu "Kiến Hưng" của Tấn Mẫn Đế và cải niên hiệu thành Hòa Bình. Ông cũng tự xưng một tước hiệu cao hơn so với tước hiệu Tây Bình công của nhà Tấn đã ban, mặc dù tước hiệu đó là gì thì vẫn là một điều tranh cãi, Tấn thư chỉ ra rằng ông đã xưng đế (và lập vợ mình là hoàng hậu, phong vương cho các con trai) và Tư trị thông giám cho rằng ông xưng Lương vương.
Cuối năm đó, Trương Tộ cử tướng Vương Trạc (王擢) đi hỗ trợ tướng Tấn là Tư Mã Huân (司馬勳), người chỉ huy đội viện binh đến hội quân với đại quân do Hoàn Ôn chỉ huy để chống lại Tiền Tần. Vương Trạc đã báo cáo với Trương Tộ rằng Hoàn Ôn có khả năng chỉ huy một đội quân lớn và có tham vọng, điều này khiến cho Trương Tộ hoảng sợ. Tuy vậy, ông lại quyết định ám sát Vương Trạc song không thành công. Sau đó ông huy động quân đội của Tiền Lương, sẵn sàng chống lại Hoàn Ôn hoặc chạy trốn trong trường hợp Hoàn Ôn diệt được Tiền Tần và quay sang đối phó với ông. Sau khi Hoàn Ôn buộc phải rút quân do cạn nguồn lương thảo, Trương Tộ đã tấn công Vương Trạc, Vương Trạc buộc phải đầu hàng Tiền Tần.
Sự cai trị của Trương Tộ, theo các thư tịch cổ, đầy tính đồi trụy, bạo tàn, và hoang phí. Ông không chỉ có quan hệ với Mã Thái hậu, mà còn loạn luân với tất cả con gái của Trương Trọng Hoa. Ông lo sợ tướng Trương Quán (張瓘), nên đã cử đi chinh phạt, song lại cử một đội quân khác đi phục kích. Tuy nhiên, tin tức bị rò rỉ, và Trương Quán đem quân tấn công kinh thành Cô Tang (姑臧, nay thuộc Vũ Uy, Cam Túc). Ông tuyên bố rằng Trương Tộ cần bị lật đổ và cần phục vị cho Trương Diệu Linh. Một tướng khác là Tống Hỗn (宋混) cũng tham gia cùng ông. Đáp lại, Trương Tộ đã đánh chết người cháu trai.
Tuy vậy, hành động này đã không thể bảo vệ ông, Trương Quán và Tống Hỗn tiếp tục tiến về kinh thành. Trương Tộ ra lệnh bắt và giết chết huynh đệ của Trương Quán là Trương Cư (張琚) và con trai Trương Tung (張嵩), song hai người này đã bắt đầu nổi loạn bên trong Cô Tang và mở cổng thành chào đón quân của Tống Hỗn. Các đồng sự trước đây của Trương Tộ là Triệu Trường và Úy Tập trở nên sợ hãi và buộc Mã Thái hậu tuyên bố lập một con trai khác của Trương Trọng Hoa là Trương Huyền Tịnh làm vua mới. Các cận binh trung thành với Trương Tộ đã giết chết Triệu và Úy, song nhanh chóng suy sụp trong hỗn loạn, Trương Tộ bị giết. Tống Hỗn cắt thủ cấp của Trương Tộ và xử tử hai con trai của ông.